# 阿庇烏斯·克勞狄烏斯·凱庫斯
阿庇烏斯·克勞狄烏斯·凱庫斯（拉丁語：Appius Claudius Caecus，前340年代—?），约活动于公元前4世纪至公元前3世纪。古罗马监察官和执政官，著名演说家之一，在西塞罗时期，他的一些葬礼演说仍被诵读，他还用萨图恩诗体编辑语言，其中有一部分传世。
著名的亚壁古道 （Via Appia）即以他命名，因其开始和完成了首段战略要道，作为军事用途。